# Klebelsberg Központ
A Klebelsberg Központ (rövidítése: KK) az emberi erőforrások miniszterének irányítása alatt működő központi hivatal Magyarországon.

## Névadója
Névadója gróf Klebelsberg Kuno magyar jogász, országgyűlési képviselő, művelődéspolitikus, kis ideig belügy-, majd vallás- és közoktatásügyi miniszter.

## A hivatal felosztása
A Klebelsberg Központ központi szervből és területi szervekből áll. Területi szerve a tankerület és a megyeközponti tankerület. A tankerületek székhelye és illetékességi területe megegyezik a járási hivatalok székhelyével és illetékességi területével.
A tankerület az illetékességi területén működő általános iskolák, alapfokú művészeti iskolák és gimnáziumok fenntartásával kapcsolatosan ellátja a Klebelsberg Központ szervezeti és működési szabályzatában számára meghatározott egyes fenntartói feladatokat.
A megyeközponti tankerület a megye székhelyén működő tankerület, amelynek illetékességi területe a szakképző iskolák, a kollégiumok, a pedagógiai szakszolgálati feladatokat ellátó intézmények, valamint a pedagógiai-szakmai szolgáltatásokat ellátó intézmények tekintetében azon megyére terjed ki, amelynek székhelyén működik. Pest megyében a megyeközponti tankerület Cegléd székhellyel működik. A megyeközponti tankerület az előző bekezdésben foglaltakon kívül a szakképző iskolák, a kollégiumok, a pedagógiai szakszolgálati feladatokat, valamint a pedagógiai-szakmai szolgáltatásokat ellátó közoktatási intézmények fenntartásával kapcsolatosan ellátja a fenntartói feladatokat.
A tankerületet és a megyeközponti tankerületet a tankerületi igazgató vezeti.

## A hivatal feladatai
- ellát meghatározott fenntartói feladatokat,
- érvényesíti és – módszertani segítséget is nyújtva – érvényesítteti az irányítása alá tartozó köznevelési intézmények tevékenységében a közfeladatok ellátására vonatkozó követelményeket, és az erőforrásokkal, így különösen az Intézményfenntartó Központ költségvetési előirányzatával, engedélyezett létszámával és a kezelésében álló vagyonnal való szabályszerű és hatékony gazdálkodás követelményeit,
- ellátja az oktatáspolitika kialakításához, az azzal kapcsolatos döntés-előkészítéshez szükséges és a költségvetési támogatásból megvalósuló fejlesztések lebonyolításával kapcsolatos feladatokat,
- elemzi az irányítása alá tartozó köznevelési intézményben lefolytatott ellenőrzések eredményeit, és ennek alapján javaslatot tesz a miniszternek a köznevelés közép- és hosszú távú fejlesztési terveinek kidolgozására, módosítására, és
- ellátja a jogszabályban és az Intézményfenntartó Központ alapító okiratában meghatározott további feladatokat.
- A szakképző iskola megszüntetésével, átszervezésével, feladatának megváltoztatásával, nevének megállapításával, vezetőjének megbízásával és megbízásának visszavonásával kapcsolatos döntése előtt az elnök kikéri a szakképzésért és felnőttképzésért felelős miniszter véleményét
- Az Intézményfenntartó Központ tevékenysége során együttműködik a szakmai és érdekképviseleti szervezetekkel, valamint az országos nemzetiségi önkormányzatokkal.

## A hivatal dolgozói
Az intézményekben a 2013. január 1-jétől állami köznevelési alapfeladatnak minősülő feladat ellátására létesített pedagógus-munkakörben, pedagógiai szakértő, pedagógiai előadó munkakörben, valamint a közoktatásról szóló 1993. évi LXXIX. törvény 1. számú mellékletében, továbbá az Nkt. 2013. szeptember 1-jétől hatályos 2. mellékletében felsorolt nevelő- és oktatómunkát közvetlenül segítő munkakörben, továbbá az alapfeladat ellátására létesített munkakörben foglalkoztatott közalkalmazottak tartoznak a hivatal személyi állományába. Valamint az intézményekben a 2013. január 1-jétől állami köznevelési alapfeladatnak minősülő feladat ellátásához szükséges működtetési feladatok végzésére foglalkoztatott technikai dolgozók, ha települési önkormányzat 2013. január 1-jétől az intézményt nem működteti. A megyei intézményfenntartó központok foglalkoztatotti állományából az Intézményfenntartó Központ foglalkoztatotti állományába kerülnek meghatározott szakmai és funkcionális feladatokat ellátó kormánytisztviselők és munkavállalók.

## A hivatal elnöke és jogai
A Klebelsberg Központot elnök vezeti. Az elnök gyakorolja a központi hivatalban foglalkoztatottak feletti munkáltatói jogokat. Kivétel a tankerület igazgatójával kapcsolatban a kinevezés, a vezetői megbízás, a megbízás visszavonása és a jogviszony megszüntetésének jogát. Ezt az elnök és a tankerület székhelye szerint illetékes fővárosi és megyei kormányhivatal főispánja véleményének kikérésével a miniszter gyakorolja.
Az elnök feladatai:
- előkészíti és a miniszternek megküldi az irányítása alá tartozó köznevelési intézmény vezetőjének kinevezésére és felmentésére vagy megbízására és megbízásának visszavonására vonatkozó dokumentumot
- javaslatot tesz a tankerületek illetékességi területének módosítására, a tankerületek kapacitásai és ellátási területe felosztásának általa kidolgozott módszertana alkalmazásával

## Elnökei
- 2012. szeptember 1. - 2012. december 31.: Marekné dr. Pintér Aranka (megbízott)[1]
- 2013. január 1. – 2014. július 14.: Marekné dr. Pintér Aranka
- 2014. július 15. – 2015. február 5.: Hanesz József (megbízott)[2]
- 2015. február 6. – 2016. február 29.: Hanesz József
- 2016. március 1. – 2017. január 15.: Pölöskei Gáborné Áder Annamária[3]
- 2017. január 16. – 2018. június 30.: Solti Péter[4]
- 2018. július 1. –  2018. július 26.: Hajnal Gabriella (megbízott)[5]
- 2018. július 26. – ??: Hajnal Gabriella

## Problémák a hivatal működésével kapcsolatban
2013-ban Szabó Balázs miniszteri biztos jelentése számos hiányosságra mutatott rá a KK működésével kapcsolatban:
- a szervezet irányítása nem hatékony
- az informatikai architektúra kiválasztása hibás döntés volt, és elmaradt az adatbekérési és adattárolási portál kiépítése
- alapvető szabályozók hiányoznak
- a gazdálkodási szervezet képtelen ellátni a feladatát
- a költséghatékonyság nem valósult meg
- a szervezetet kommunikációs zavarok jellemzik[6]

A hivatal megalakulásától kezdve alulfinanszírozott, a többszöri állami konszolidáció ellenére adósságokat görget maga előtt. A kormány 2015 őszén mintegy 30 milliárd forint többletforrást biztosított számára a legsürgősebb kiadások fedezésére, ennek ellenére adósságállománya 2016 februárjára újra jelentősen megnőtt, és elérte a 17 milliárd forintot.
Ennek nagy részét a különféle közüzemi szolgáltatók felé ki nem fizetett számlák teszik ki. Volt olyan iskola, ahol a ki nem fizetett tartozás miatt – többszöri figyelmeztetést követően – a gázszolgáltató kikapcsolta gázt, így tanítási nap maradt el.